# Festuca jubata
Festuca jubata — вид трав'янистих рослин з родини тонконогові (Poaceae), ендемік Азорських островів і Мадейри.

## Опис
Багаторічна рослина, росте в пучках. Стебла 30–60 см завдовжки. Листові пластини вигнуті, ниткоподібні, шириною 0.3–0.6 мм; поверхня заокруглено ребриста, гладенька. Суцвіття — відкрита волоть, 3–10 см завдовжки. Колосочки поодинокі. Родючі колосочки мають стебельце й зі зменшеними квіточками на вершині. Колосочки довгасті, з боків стиснуті, 7–8 мм завдовжки, розпадаються в зрілості нижче кожної родючої квіточки.

## Поширення
Ендемік Азорських островів (острови Корву, Фаял, Грасіоза, Санта-Марія, Сан-Жорже, Піку) і Мадейри (острови Мадейра, Порту-Санту).